# グリーンリング (潜水艦)
グリーンリング (USS Greenling, SS-213) は、アメリカ海軍の潜水艦。ガトー級潜水艦の2番艦。艦名はカムチャツカからカリフォルニア州の海域にかけて生息するアイナメ科の総称グリーンリングに由来する。同名のアメリカ軍艦（USS Greenling）としては初代。名前が似ていた潜水艦「グレイリング」 (USS Grayling, SS-209) と間違えられることがあった。

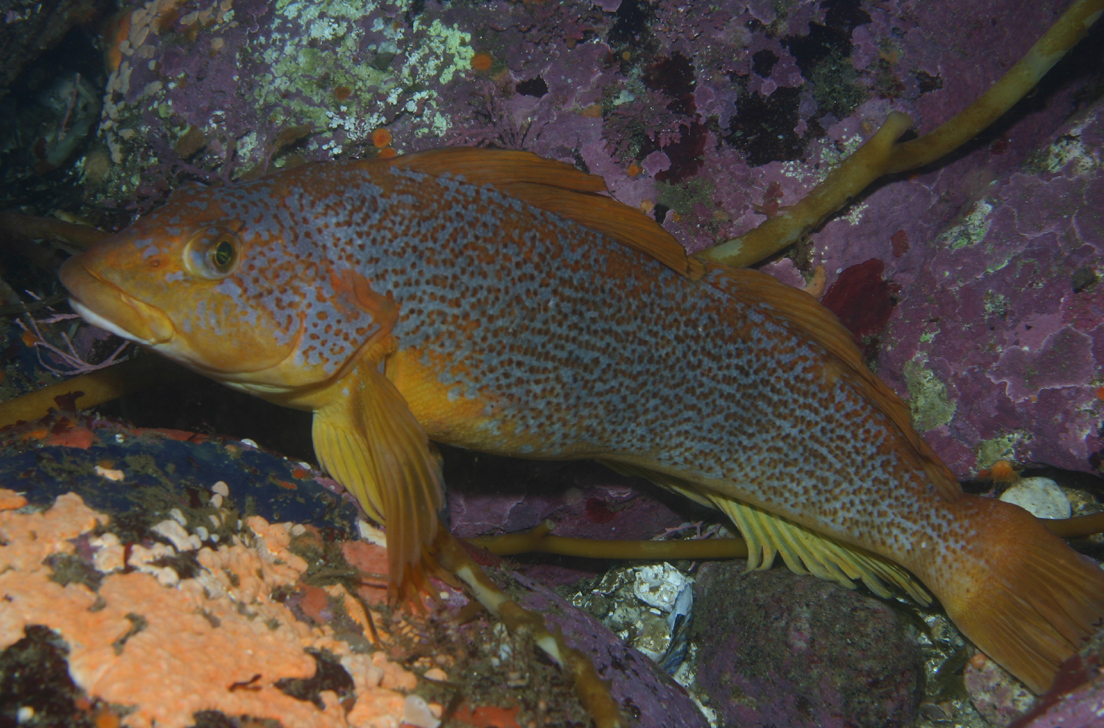
ケルプ・グリーンリング（Kelp greenling）

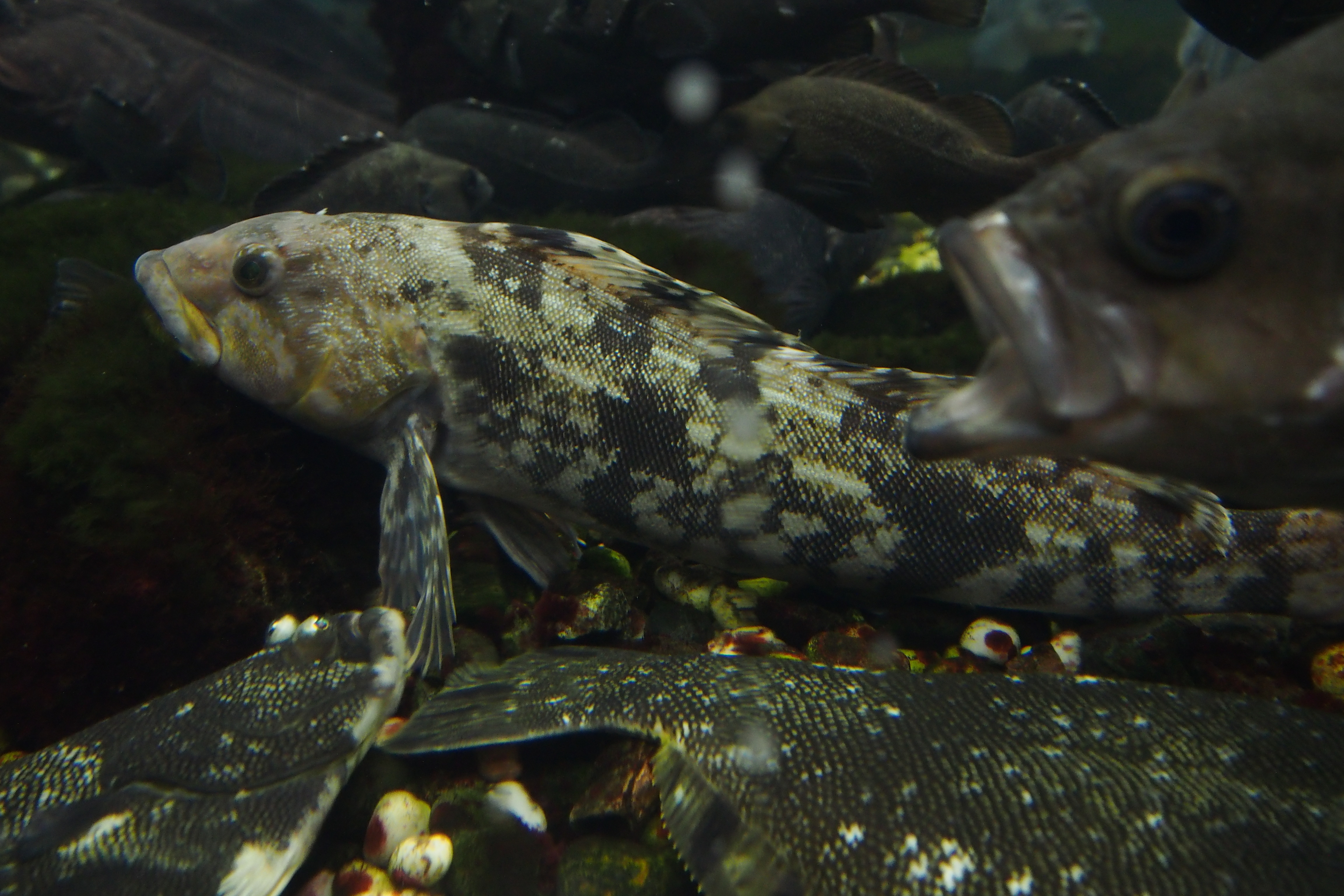
アイナメ（Fat greenling）

## 艦歴
「グリーンリング」は1940年11月12日にコネチカット州グロトンのエレクトリック・ボート社で起工する。1941年9月20日にR・S・ホームズ夫人によって進水し、1942年1月21日ニューロンドン潜水艦基地において艦長ヘンリー・C・ブリュトン少佐（アナポリス1926年組）の指揮下就役。竣工後の訓練を終了した後、3月7日に太平洋に向けて出航。4月3日に真珠湾に到着した。

### 第1の哨戒 1942年4月 - 6月
4月20日、「グリーンリング」は最初の哨戒でマーシャル諸島及びカロリン諸島方面に向かった。4月30日午後、北緯10度15分 東経156度46分 / 北緯10.250度 東経156.767度のエニウェトク環礁近海で初めて敵と遭遇。特設運送船「西阿丸」（大阪商船、6,659トン）に対して魚雷を4本発射するも、全て外れる。夜に入って北緯09度24分 東経156度18分 / 北緯9.400度 東経156.300度の地点で二度目の攻撃を行い、魚雷を2本発射。三度目の攻撃は3インチ砲による砲撃を行い、10発発射のうち1発を命中させる。日付が変わってもなお、四度目の攻撃で魚雷を2本発射したが、最終的には取り逃がして撃沈には至らなかった。次いでトラック諸島近海に進出。トラック諸島からソロモン諸島などへの補給路を断つことにした。5月4日夕方、北緯08度44分 東経150度56分 / 北緯8.733度 東経150.933度のトラック北西方海域で特設巡洋艦「金城山丸」（三井船舶、3,262トン）を発見。「グリーンリング」は魚雷を1本しか発射しなかったが、これが命中。「金城山丸」は2つに割れて3分で沈没した。この後、「グリーンリング」は日本の空母を待ち伏せるよう命令を受ける。5月8日の珊瑚海海戦で第五航空戦隊（原忠一少将）の空母「翔鶴」は大きく傷いて日本本土に回航されることとなり、「瑞鶴」もまた後方に引き揚げる事となったが、第五航空戦隊の行動を暗号解読したことを受けて潜水部隊司令部は、トラック近海にいた潜水艦に第五航空戦隊を迎撃させる事にした。しかし、"Wounded Bear" （手負いのクマ）と呼称されたこの迎撃は、最終的には空振りに終わる。5月16日、「グリーンリング」はトラック北西方海域で4隻の駆逐艦に護衛された「瑞鶴」を発見。しかし、「瑞鶴」と駆逐艦は高速で走り去って、「グリーンリング」に攻撃の機会を与えなかった。翌5月17日にもトラックから出てきた2隻の那智型巡洋艦あるいは愛宕型巡洋艦を発見するが、これも4時間ほどで見失ってしまった。「グリーンリング」は6月4日まで同海域で哨戒を続けた後、帰途にウェーク島およびクェゼリン環礁方面でミッドウェー海戦に敗れた日本艦隊を捜し求めた。6月14日、57日間の行動を終えて真珠湾に帰投した。帰投後、ブリュトン艦長は「真珠湾の司令部の人間が迎撃位置についてあれこれ口出ししたのは問題だった。艦長に迎撃位置の選択を任せていれば、空母を仕留める事ができただろう」とまくし立てた。

### 第2の哨戒 1942年7月 - 9月
7月10日、「グリーンリング」は2回目の哨戒でトラック方面へ向かい、トラック封鎖に参加。7月26日、北緯10度35分 東経149度55分 / 北緯10.583度 東経149.917度の地点で特設運送船「山福丸」（山下汽船、4,928トン）と、山福丸の護衛に就いていた特設砲艦「長運丸」（西海汽船、1,914トン）を発見し、魚雷を4本発射。うち1本が命中したと判断されたが、実際には被害はなく逆に「長運丸」の爆雷攻撃を受けた。7月29日未明にも北緯08度14分 東経150度55分 / 北緯8.233度 東経150.917度の地点でジグザグ航行中のタンカーを発見し、魚雷を3本発射して2本が命中したと判断された。8月5日未明、「グリーンリング」は北緯09度51分 東経150度46分 / 北緯9.850度 東経150.767度の地点で、トラック諸島から出てきた大型の船舶を発見した。この船舶は空母に改装されるため横須賀に向かっていた特設運送船「ぶら志゛る丸」（大阪商船、12,752トン）であった。グリーンリングは魚雷を3本発射し、うち2本が「ぶら志゛る丸」に命中。「ぶら志゛る丸」は被雷して7分後の0時58分に沈没した。「グリーンリング」は攻撃後浮上し、救命艇を探索して捕虜1人を得た。翌8月6日未明には、北緯08度50分 東経150度42分 / 北緯8.833度 東経150.700度の地点で貨客船「パラオ丸」（日本郵船、4,492トン）を撃沈した。その後、トラックに対する写真偵察を行った後南下し、ニューアイルランド島近海を哨戒。8月20日に駆逐艦に遭遇して爆雷攻撃を受けるも回避。8月26日には北緯05度13分 東経160度17分 / 北緯5.217度 東経160.283度のポンペイ島近海で、日の丸の標識をつけた漁船を撃沈した。9月1日、53日間の行動を終えてミッドウェー島に帰投した。

### 第3の哨戒 1942年9月 - 11月
9月23日、「グリーンリング」は3回目の哨戒で日本近海に向かった。この哨戒では全般を通じて東京とアリューシャン列島方面の交通路を哨戒。10月3日、グリーンリングは北緯38度46分 東経142度02分 / 北緯38.767度 東経142.033度の尻屋埼沖で輸送船「金開丸」（小山杢之助、5,852トン）を撃沈。翌10月4日午後には北緯40度00分 東経142度00分 / 北緯40.000度 東経142.000度の宮古北方で輸送船「節洋丸」（東洋汽船、4,146トン）を撃沈した。「グリーンリング」はその後南に下り、10月14日には北緯39度33分 東経142度15分 / 北緯39.550度 東経142.250度の三陸沖で輸送船「拓生丸」（岡田商船、3,509トン）に魚雷を3本命中させて撃沈。10月17日未明の北緯37度00分 東経141度10分 / 北緯37.000度 東経141.167度での大型船に対する攻撃では、魚雷を3本発射して、1つの命中音を得る。10月18日早朝にも北緯37度35分 東経141度30分 / 北緯37.583度 東経141.500度の原町沖で、三度にわたる攻撃の末に特設運送船「箱根山丸」（大洋興業、6,673トン）を撃沈した。10月21日にも北緯39度37分 東経142度45分 / 北緯39.617度 東経142.750度の地点でサンパンを撃沈し、サンパンのクルーは皆殺しにした。10月22日には、北緯37度30分 東経145度00分 / 北緯37.500度 東経145.000度の地点で駆逐艦と思しき艦艇に対して魚雷を5本発射し、うち2本が命中したと判断された。11月1日、41日間の行動を終えて真珠湾に帰投した。

### 第4の哨戒 1942年12月 - 1943年1月
12月9日、「グリーンリング」は4回目の哨戒でトラック諸島およびソロモン諸島方面に向かった。途中、ミリ環礁、マキン環礁近海を通過し、12月21日にブーゲンビル島沖の哨戒海域に到着。その夜、「グリーンリング」はレーダーでジグザグ航行する目標を探知。翌22日未明、潜航して目標に接近し、タンカーと2隻の艦艇に対して魚雷を発射。魚雷は目標に命中した。この攻撃で撃沈したのは「第35号哨戒艇」だと判定されたが、当の「第35号哨戒艇」は、これより先の9月2日に航空機の攻撃により沈没していた。その後、「グリーンリング」はトラック近海に移動。12月30日夜に北緯00度34分 東経148度58分 / 北緯0.567度 東経148.967度の地点で輸送船団を発見し、陸軍輸送船「日照丸（ひてるまる）」（日産汽船、5,857トン）を撃沈した。「グリーンリング」は他にもう1隻、4,000トン級貨物船の撃沈したと報告し、アメリカ側の記録では「『隆福丸』に損傷を与えた」とするが、ここで言う「隆福丸」とは「日照丸」の昔の船名である。年明けて1943年1月10日、南緯01度09分 東経150度16分 / 南緯1.150度 東経150.267度の地点でタンカーを二度にわたって攻撃したが、護衛艦艇に阻まれて最終的には退去した。カビエン近海に進出した「グリーンリング」は1月16日15時35分ごろ、南緯02度47分 東経149度10分 / 南緯2.783度 東経149.167度のチンオン島西方海域で特設運送船「金峰山丸」（三井船舶、3,261トン）を発見し、魚雷を3本発射して2本を命中させて撃沈した。「グリーンリング」は攻撃後浮上し、付近を探査して浮遊物等を処分した他、遭難者に対して機銃掃射を行った。1月18日には南緯02度04分 東経150度37分 / 南緯2.067度 東経150.617度の地点で特務艦「宗谷」を撃破。1月19日にも南緯01度35分 東経150度57分 / 南緯1.583度 東経150.950度の地点で陸軍輸送船「神愛丸」（岸本汽船、3,793トン）を撃破した。1月21日と22日にはアドミラルティ諸島中のパク島とトン島を偵察した。1月31日、52日間の行動を終えてブリスベンに帰投。艦長がジェームズ・D・グラント少佐（アナポリス1930年組）に代わった。

### 第5、第6の哨戒 1943年2月 - 7月
2月21日、「グリーンリング」は5回目の哨戒でソロモン諸島及びビスマルク諸島方面に向かった。この哨戒では通常の哨戒とともにニューブリテン島にスパイを上陸させる任務も与えられていた。3月2日、ニューブリテン島のステフェン海峡沿いの海岸にスパイを上陸させた。その後はパラオとラバウル間の交通路などで通常の哨戒に従事したが、悪天候に悩まされて思うように戦果をあげることはなかった。3月13日に南緯03度15分 東経143度46分 / 南緯3.250度 東経143.767度のウェワク近海で輸送船団に対して魚雷を3本発射したのが、この哨戒における唯一の攻撃だった。4月26日、64日間の行動を終えてブリスベンに帰投した。
5月17日、6回目の哨戒でソロモン諸島及びニューギニア方面に向かった。5月27日から28日にかけては、相次いで日本潜水艦を発見するが、スコールに遮られるなどで攻撃には至らなかった。6月9日、北緯02度20分 東経145度45分 / 北緯2.333度 東経145.750度のトラック南西海域で特設運送船（給油）「あけぼの丸」（日本海運、10,121トン）に対して魚雷を4本発射して撃破した。翌6月10日未明には、北緯00度37分 東経145度58分 / 北緯0.617度 東経145.967度の地点で輸送船団を発見し、追跡の後朝方に北緯01度01分 東経145度37分 / 北緯1.017度 東経145.617度の地点で2隻の輸送船に対して魚雷を計5本発射し、1本ずつ命中したと判断されたが、爆雷攻撃の音を聴取して更なる戦果確認は行わなかった。夕刻になって浮上し、再び輸送船団の姿を確認したが、駆逐艦や護衛艦の存在や降雨は「グリーンリング」と輸送船団の間を著しく引き離す結果をもたらした。6月14日夕刻には北緯02度22分 東経149度45分 / 北緯2.367度 東経149.750度の地点で特設巡洋艦と思しき大型船を発見するが、推定17から18ノットの速力で走り去られる。6月18日から19日にかけても近くにいた僚艦「グロウラー (USS Growler, SS-215) 」と連携してP614船団を追跡し、「グロウラー」は陸軍輸送船「宮殿丸」（辰馬汽船、5,193トン）を撃沈。「グリーンリング」は夜間浮上攻撃を試みて夕方に浮上したが、間もなくP614船団を見失ってしまった。6月27日朝、北緯00度00分 東経152度02分 / 北緯0.000度 東経152.033度の地点で空母と思しき艦艇を発見し、追跡の上夜に入って北緯02度41分 東経149度53分 / 北緯2.683度 東経149.883度の地点で攻撃を行ったが、発射した4本の魚雷は命中しなかった。7月8日、52日間の行動を終えてブリスベンに帰投した。

### 第7の哨戒 1943年7月 - 9月
7月29日、「グリーンリング」は7回目の哨戒でソロモン諸島、ビスマルク諸島およびニューギニア方面に向かった。8月22日から23日にかけて、トレジャリー諸島にアメリカ海兵隊のレンジャー部隊を上陸させた。部隊は上陸後、その地にレーダー基地建設のための作業に従事することになっていた。その後、9月8日にナウル島を、9月10日にタラワをそれぞれ偵察した。9月17日、51日間の行動を終えて真珠湾に帰投。サンフランシスコのハンターズ・ポイント海軍造船所に回航されオーバーホールを受け、12月5日に真珠湾に戻った。

### 第8、第9の哨戒 1943年12月 - 1944年5月
12月20日、「グリーンリング」は8回目の哨戒でトラック諸島方面に向かった。12月31日、北緯05度18分 東経160度16分 / 北緯5.300度 東経160.267度のポンペイ島南方海域で、クェゼリン環礁に向かっていた第3128船団を発見し、夜間攻撃で特設運送船「昌宝丸」（三井船舶、1,936トン）を撃沈した。攻撃後、護衛の「第30号駆潜艇」からの爆雷攻撃を受けたが、さしたる損害もなく切り抜けた。その後、1944年1月23日にはウェーク島を偵察した。1月28日、39日間の行動を終えてミッドウェー島に帰投した。次期哨戒までの間、グリーンリングは「ハリバット (USS Halibut, SS-232) 」と訓練に出た際、悪天候により艦体を損傷し修理を受けた。
3月20日、「グリーンリング」は9回目の哨戒でマリアナ諸島方面に向かった。この方面には大規模な反攻作戦が計画されており、特にグアム島、テニアン島、サイパン島の偵察を命じられていた。4月2日から30日の間に任務を無事こなし、その偵察成果は他の成果とともにサイパンの戦いなどの本番に生かされる事となった。5月12日、53日間の行動を終えて真珠湾に帰投。艦長がジャック・D・ガーウィック少佐（アナポリス1935年組）に代わった。

### 第10、第11の哨戒 1944年7月 - 11月

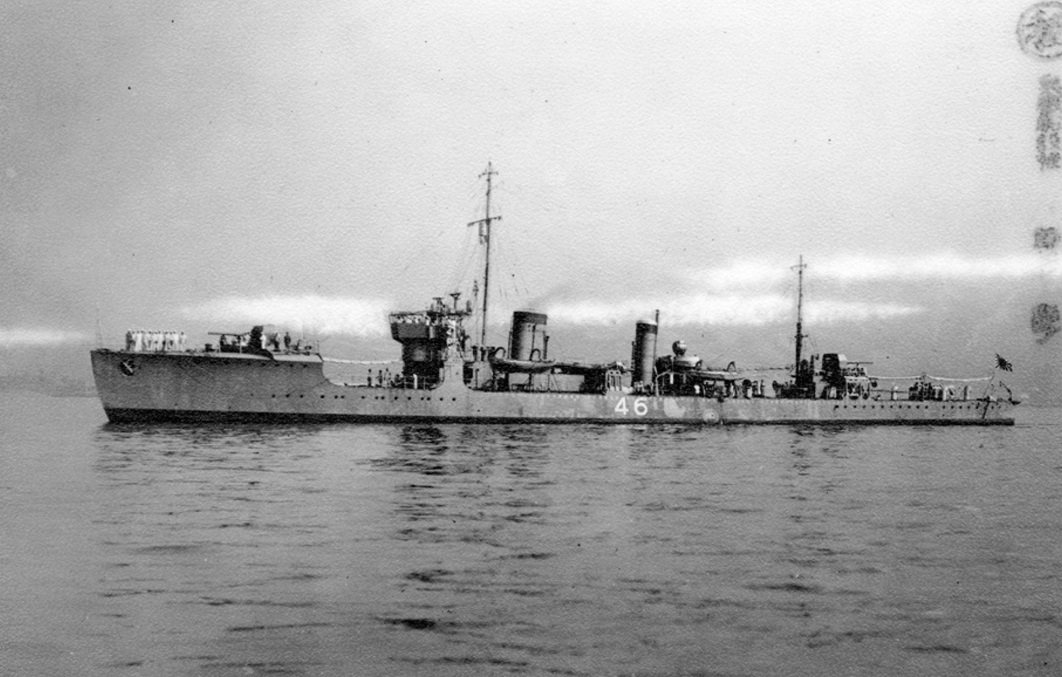
第46号哨戒艇（1940年）

7月9日、「グリーンリング」は10回目の哨戒で「セイルフィッシュ (USS Sailfish, SS-192) 」および「ビルフィッシュ (USS Billfish, SS-286) 」とウルフパック "Moseley's Maulers" を構成し東シナ海、ルソン海峡方面に向かった。8月8日、「グリーンリング」は北緯19度50分 東経119度58分 / 北緯19.833度 東経119.967度の地点でトロール船を発見。4インチ砲、40ミリ機関砲、20ミリ機銃を全て使ってトロール船を撃沈した。9月12日、63日間の行動を終えてミッドウェー島に帰投した。
10月5日、11回目の哨戒で日本近海に向かった。10月13日、この日は13日の金曜日であったが、北緯28度20分 東経143度18分 / 北緯28.333度 東経143.300度の地点で中型輸送船を発見して魚雷を4本発射するも、確認は爆雷攻撃に妨げられた。10月23日午後には後部発射管室で火災が発生するが、火は間もなく消し止められた。11月7日夕刻、北緯34度32分 東経138度33分 / 北緯34.533度 東経138.550度の石廊崎沖で5隻の輸送船からなる輸送船団を発見し、魚雷を4本発射。魚雷は2隻の小型タンカー「第八桐丸」（山陽燃料汽船、945トン）と「興太丸」（近海油槽船、959トン）に命中しこれを撃沈した。攻撃後も「グリーンリング」は同海域に留まった。11月10日朝、3日前とほぼ同じ北緯34度30分 東経138度34分 / 北緯34.500度 東経138.567度の御前崎灯台東方海域で第7110船団を発見。9時39分、魚雷を輸送船「神祐丸」（岡田商船、6,956トン）と「第46号哨戒艇」に向けて発射し、魚雷は「第46号哨戒艇」の一番煙突下右舷側に命中して「第46号哨戒艇」は艦体が2つに折れて沈没した。残りの哨戒期間は、救助任務にあてられた。11月23日、48日間の行動を終えて真珠湾に帰投した。

### 第12の哨戒 1944年12月 - 1945年1月
12月26日、「グリーンリング」は12回目の哨戒で日本近海に向かった。1945年1月25日朝、北緯29度27分 東経130度09分 / 北緯29.450度 東経130.150度の奄美大島近海で9隻の輸送船団と遭遇するが、爆雷攻撃を受けた。深度90mに避退した「グリーンリング」は、爆雷の爆発の衝撃で108mに押し下げられ、耐圧船殻に幾つかの窪みが出来てしまった。さらに、魚雷発射管の中に装填してあった魚雷のうち5本が爆発のショックで誤作動を起こし、またジャイロコンパスも破壊され中の水銀が流出してしまったが、4時間に及ぶ爆雷攻撃の後どうにか戦場を離脱した。後部を中心にダメージを受けたため、1月27日に修理のためサイパン島に針路を向け、1月30日にサイパン島に入港した。調査の結果アメリカへの帰国が決定し、サイパン島を出港し真珠湾に向かった。2月10日、45日間の行動を終えて真珠湾に帰投した。サンフランシスコ、パナマ運河地帯を経由し、ニューハンプシャー州ポーツマスに帰還。ポーツマス海軍造船所での修理の後、1946年10月16日にコネチカット州ニューロンドンで退役した。
「グリーンリング」に対する一連の攻撃に関しては、艦船研究家の木俣滋郎は、攻撃したのは「第22号海防艦」、水雷艇「真鶴」、「第15号掃海艇」と特設掃海艇「第三号太平丸」（西日本汽船、197トン）のいずれかとしている。「第22号海防艦」はこの当時、沖縄に配備される特攻艇「震洋」を輸送中の特設砲艦長「白山丸」（朝鮮郵船、2,131トン）を「第58号駆潜艇」とともに護衛中であり、「真鶴」「第15号掃海艇」「第三号太平丸」も鹿児島発の沖縄向け船団を護衛中であった。「第22号海防艦」が対潜攻撃を実施したのは1月21日の7時40分から10時30分と記録されており、攻撃地点は北緯29度01分 東経126度24分 / 北緯29.017度 東経126.400度であった。また、攻撃日当夜には、4235キロサイクルで交信している潜水艦同士の対話も傍受している。この攻撃記録とアメリカ側の記録には大きな相違があり、「真鶴」と「第15号掃海艇」「第三号太平丸」、あるいは近在の大島防備隊の所属艦艇が対潜掃討を実施したかどうかは、前者に関しては資料を欠き定かではなく、大島防備隊の動きについては、1月25日の項目に特段の記事はない。

### 戦後
「グリーンリング」は1946年12月に第1海軍管区で再就役し、ポーツマスに配備され同所およびボストンで予備役兵の訓練を担当した。任務は1960年3月18日まで行われ、その後ボストンで退役した。1960年6月16日にマサチューセッツ州チェルシーのミニチェロ・ブラザースに売却され処分された。
「グリーンリング」は第二次世界大戦の功績で10個の従軍星章を、第1回から第3回までの哨戒での功績で殊勲部隊章を受章した。第5回、10回、12回を除く全ての哨戒で戦果を挙げている。